# 堕泪碑
31°59′24″N 112°10′25″E / 31.990056°N 112.173703°E
堕泪碑，现位于湖北省襄阳市，为纪念曹魏末年西晋初期著名军事家、政治家、文学家羊祜的碑石，原名为晋征南大将军羊公祜之碑，简称羊公碑。在羊祜死后，每逢时节，周围的百姓都会祭拜他，睹碑生情，莫不流泪，羊祜的继任者、西晋名臣杜预因此把它称作堕泪碑。

## 历史
羊祜作为晋征南大将军镇守襄阳，爱民如子，深得民心，连敌方吴军统帅陆抗也称赞羊祜的德行度量：“虽乐毅、诸葛孔明不能过也”。咸宁四年（278年），羊祜病逝后，襄阳百姓为纪念羊祜，在其生前游息之地岘山建庙立碑，即是堕泪碑。
堕泪碑在后世几存几废。晋永兴年间，荆州刺史刘弘令幕僚李兴重撰羊祜碑记，刻立祠前。此篇碑记为晋文名篇《晋故使持节侍中太傅钜平成侯羊公碑》。南北朝时一度被割据襄阳的张敬儿毁坏，南梁大同十年（544年），堕泪碑又被重新竖立，由刘之遴撰文记述碑重立的始末。
五代十国时期，堕泪碑在战乱中再次被毁，北宋景祐年间，晏肃重立此碑，又毁，元朝时杨廷臣再次重建，但在元末再次被毁，明弘治四年（1491年）堕泪碑重新刻立，碑文仍延用晋朝李兴《羊公碑》的碑记。
堕泪碑在文革中再次被损毁，1982年襄樊市文物管理处又于旧址重立新碑，残碑现藏于襄阳市博物馆。

## 现况
堕泪碑现在位于湖北省襄阳市东南郊焦柳铁路和207国道交汇处。

## 中国文学作品中的描述

### 诗歌
任翻《经堕泪碑》：羊公传化地，千古事空存。碑已无文字，人犹敬子孙。岘山长闭恨，汉水自流恩。数处烟岚色，分明是泪痕。
孟浩然《与诸子登岘山》：人事有代谢，往来成古今。江山留胜迹，我辈复登临。水落鱼梁浅，天寒梦泽深。羊公碑尚在，读罢泪沾襟。
陈子昂 《岘山怀古》：秣马临荒甸，登高览旧都。犹悲堕泪碣，尚想卧龙图。城邑遥分楚，山川半入吴。丘陵徒自出，贤圣几凋枯。野树苍烟断，津楼晚气孤。谁知万里客，怀古正踌蹰。
李白 《襄阳歌》：落日欲没岘山西，倒著接蓠花下迷。襄阳小儿齐拍手，拦街争唱白铜鞮。旁人借问笑何事，笑杀山公醉似泥。鸬鹚杓，鹦鹉杯。百年三万六千日，一日须倾三百杯。遥看汉水鸭头绿，恰似葡萄初酦醅。此江若变作春酒，垒曲便筑糟丘台。千金骏马换小妾，醉坐雕鞍歌落梅。车旁侧挂一壶酒，凤笙龙管行相催。咸阳市中叹黄犬，何如月下倾金罍？君不见晋朝羊公一片石，龟头剥落生莓苔。泪亦不能为之堕，心亦不能为之哀。清风朗月不用一钱买，玉山自倒非人推。舒州杓，力士铛，李白与尔同死生。襄王云雨今安在？江水东流猿夜声。
范仲淹 《寄题岘山羊公祠堂》：休哉羊叔子，辅晋功勋大。化行江汉间，恩被疆场外。中国倚而安，治为天下最。开府多英僚，置酒每高会。徘徊临岘首，兴言何慷慨。此山自古有，游者千万辈。湮灭昔无闻，空悲岁月迈。公乎仁泽深，风采独不昧。于今堕泪碑,观之益感戴。卓有王源叔，文学伟当代。借麾守襄阳，高怀极恬退。山姿列云端，江声拂天籁。行乐何逍遥，览古忽感慨。不见叔子祠，荒没民畴内。千金赎故基，庙貌重营绘。襄人复其祀，水旱有信赖。太守一兴善，比户皆欢快。源步正可歌，又留千载爱！
苏洵 《襄阳怀古》：我行襄阳野，山色向人明。何以洗怀抱，悠哉汉水清。辽辽岘山道，千载几人行。踏尽山上土，山腰为之平。道逢堕泪碣，不觉涕亦零。借问羊叔子，何异葛孔明。今人固已远，谁识前辈情。朅来万山下，潭水转相萦。水深不见底，中有杜预铭。潭水竟未涸，后世自知名。成功本无敌，好誉真儒生。自从三子亡，草中无豪英。聊登岘山首，泪与汉流倾。
王安中《点绛唇》：岘首亭空，劝君休堕羊碑泪。宦游如寄。且伴山翁醉。说与鲛人，莫解江皋佩。将归思。晕红萦翠。细织回文字。
刘辰翁 《水调歌头·甲午九日牛山作》不饮强须饮，今日是重阳。向来健者安在，世事两茫茫。叔子去人远矣，正复何关人事，堕泪忽成行。叔子泪自堕，湮没使人伤。燕何归，鸿欲断，蝶休忙。渊明自无可奈，冷眼菊花黄。看取龙山落日，又见骑台荒草，谁弱复谁强。酒亦有何好，暂醉得相忘。
张可久《满庭芳·感兴简王公安》：……羊祜空有断碑，牛山何必沾衣？渔翁醉，红尘是非，吹不到钓鱼矶。……
袁宏道《岘首山观羊叔子堕泪碑》：欲知叔子恩多少,但看龟趺碧浅深。铜雀台中歌舞伎,那能挥泪到如今。

### 小说
《三国演义》：……南州百姓闻羊祜死，罢市而哭。江南守边将士，亦皆哭泣。襄阳人思祜存日，常游于岘山，遂建庙立碑，四时祭之。往来人见其碑文者，无不流涕，故名为“堕泪碑”。后人有诗叹曰：
晓日登临感晋臣，古碑零落岘山春。
松高残露频频滴，疑是当年堕泪人。
『神鵰俠侶』中，金庸提及「墮淚碑」，並說到羊祜與男主角的名字楊過音近。